# 嬉野インターチェンジ

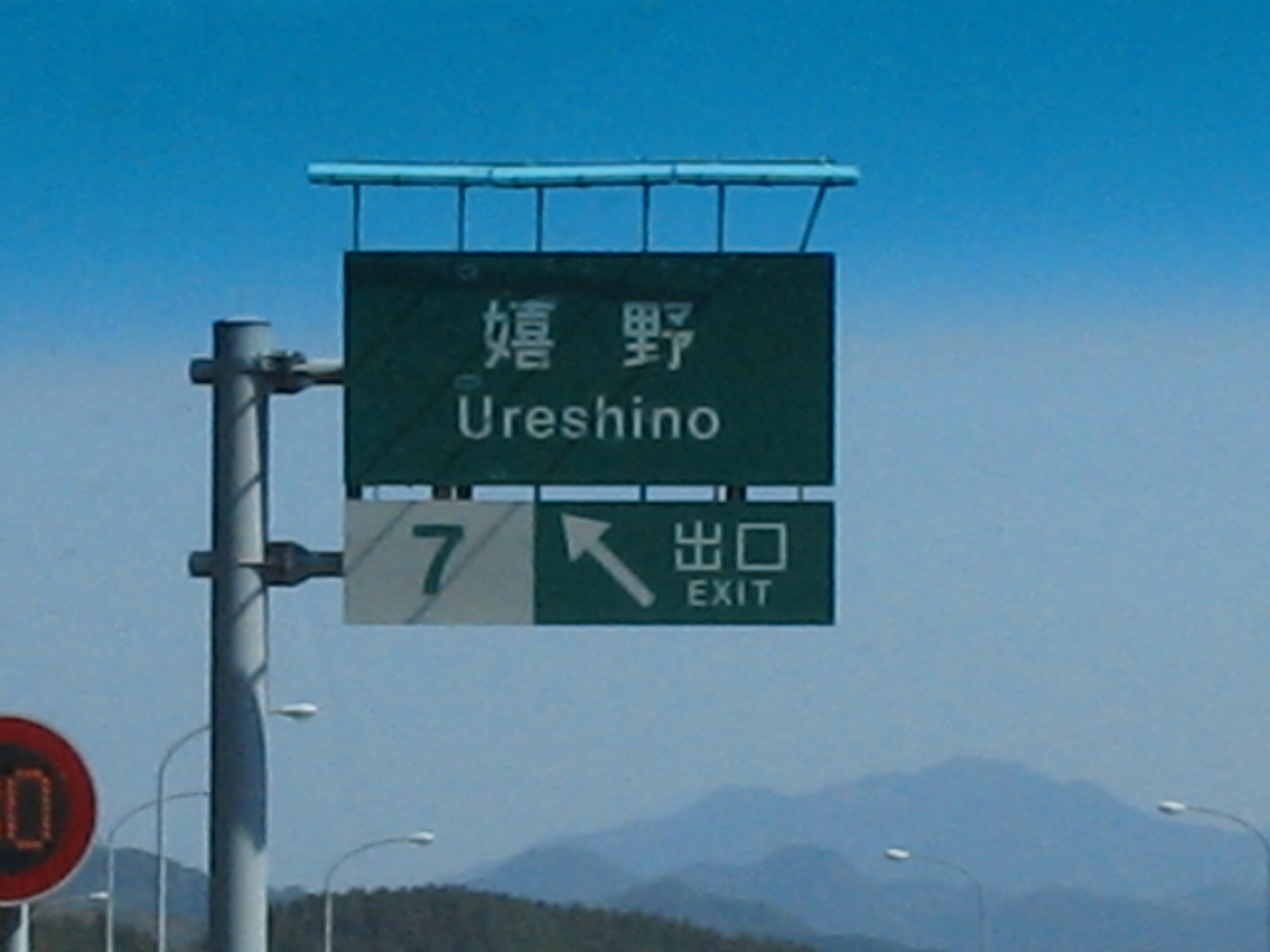
長崎自動車道上り線（武雄・鳥栖方面）、嬉野インターチェンジ手前で撮影したものである。

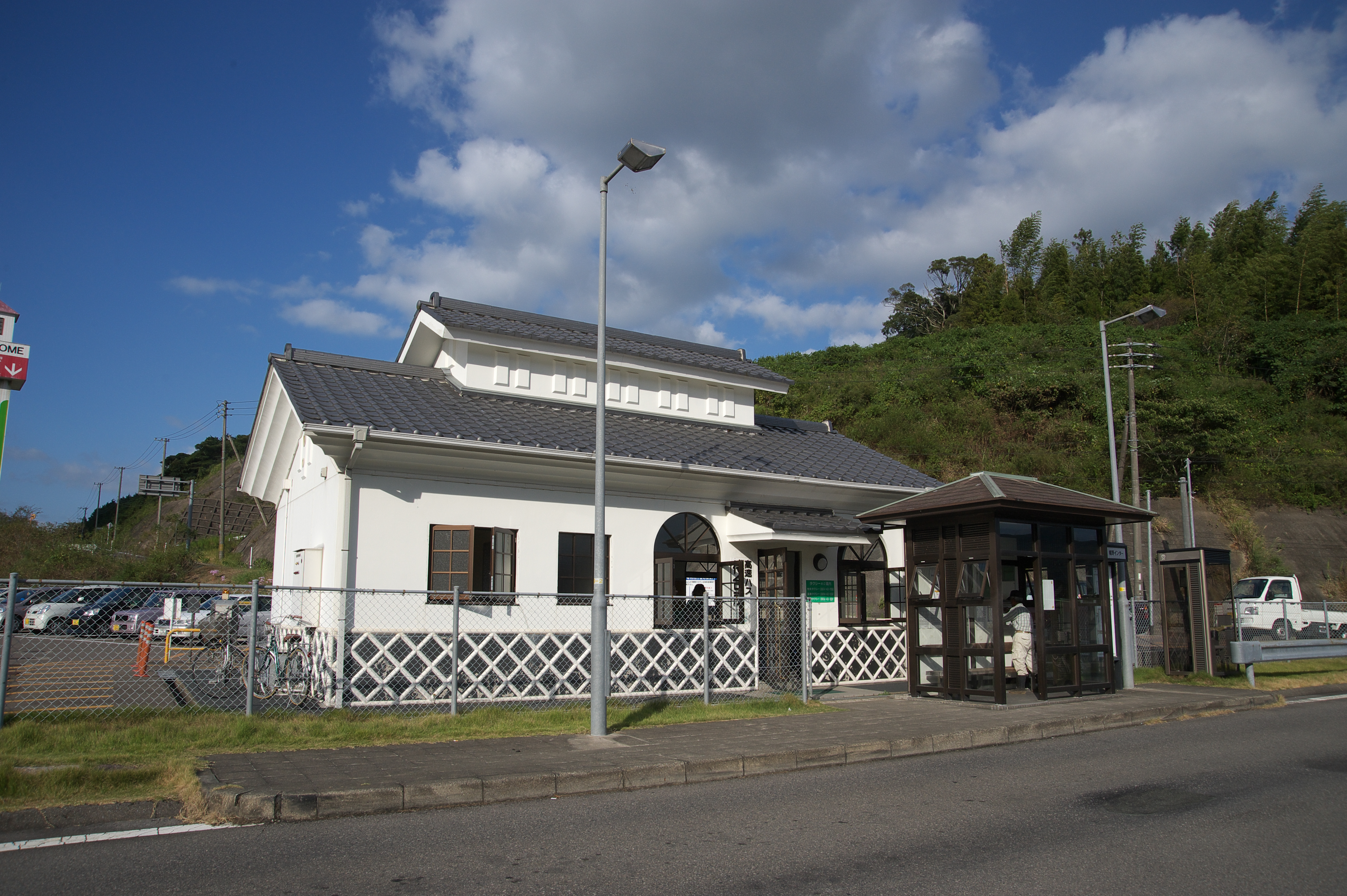
嬉野バスストップ

嬉野インターチェンジ（うれしのインターチェンジ）は、佐賀県嬉野市にある長崎自動車道のインターチェンジである。

## 概要
長崎自動車道の佐賀県側最終インターチェンジ（法定路線の上では最初となる）であり、嬉野温泉方面の最寄インターチェンジ。鹿島市方向への連絡も最適である。バス停留所である嬉野バスストップを併設している。

## 道路
- E34 長崎自動車道（7番）

## 接続する主な道路
- 長崎県道・佐賀県道1号佐世保嬉野線
※県道経由で国道34号と間接的に接続している。

## 料金所
ブース数：4

### 入口
- ブース数：2
  - ETC専用：1
  - ETC/一般：1

### 出口
- ブース数：2
  - ETC専用：1
  - 一般：1

## 嬉野バスストップ
嬉野バスストップ（うれしのバスストップ）は、佐賀県嬉野市の長崎自動車道嬉野インターチェンジに併設されたバス停留所である。バス事業者間では、嬉野インター（うれしのインター）という名称が使われており、一般的にはこの通称名で呼ばれている。バス停留所は料金所を出た道路上に設置されているため、ここに停車するバスは一旦高速から降りる。

### 停車する路線および隣接停留所
2019年7月20日現在
| 路線愛称       | 運行会社     | 方面 |
| -------------- | ------------ | --- |
| 九州号         | 九州急行バス | 長崎行き：大村IC → 諫早IC → 長崎（昭和町・平和公園・長崎駅） 福岡行き：高速基山 → 筑紫野 → 福岡空港国際線 → 福岡（天神高速BT・博多BT） |
| ユタカライナー | ユタカ交通   | 福岡（HEARTSバスステーション博多） ※長崎行きは降車のみ                                                                                 |

## 周辺
- 嬉野温泉
- 肥前夢街道
- 嬉野総合運動公園野球場
- 西九州新幹線 嬉野温泉駅
- 塩田津の町並み（重要伝統的建造物群保存地区）

## 隣
E34 長崎自動車道
(8) 東そのぎIC/BS - (7) 嬉野IC/BS - (6) 武雄JCT - (SA) 川登SA - (5) 武雄北方IC